# Lunca Largă (Bistra), Alba
Lunca Largă este un sat în comuna Bistra din județul Alba, Transilvania, România.

## Transporturi
Haltă de cale ferată a Mocăniței (în prezent inactivă), cu numele “Valea Dobrii”. Numele vine de la valea Dobra, care se varsă aici în râul Arieș, nu departe de haltă.